# Голова (телесериал)
«Голова» (англ. The Head) — испанский детективный телесериал режиссёра Хорхе Дорадо, вышедший на экраны 12 июня 2020 года.
Первый сезон насчитывает 6 серий. Второй сезон, состоящий также из 6 серий, стартовал в декабре 2022 года.

## Сюжет
В научно-исследовательской станции «Полярис VI», на Южном полюсе, находится небольшая группа опытных учёных. Во время антарктической зимы, они занимаются наблюдениями и инновационными разработками, способными сыграть решающую роль в непрекращающейся борьбе с регулярными климатическими изменениями. Место главы команды достаётся известному биологу Артуру Уайлду.
Спустя шесть месяцев, на базу возвращается её руководитель Йохан Берг и находит там только мёртвых учёных. Предварительное расследование показывает, что двое пропали без вести. Йохан отчаянно пытается найти свою супругу Аннику, которая вместе с другими осталась на зиму, и задержать преступника. С ужасом он понимает, что она может быть в руках того неизвестного убийцы, скрывающегося где-то на территории базы.
Вскоре, Йохан и его команда всё-таки обнаруживают двух выживших — молодого врача Мэгги, которая пребывает в глубочайшем потрясении от всего случившегося, и биолога Артура Уайлда. В ходе расследования, ему предстоит раскрыть детали произошедшего и понять, что преступления берут своё начало в далёком прошлом.

## В ролях
- Лаура Бах — Анника Берг
- Александр Виллауме — Йохан Берг
- Рихард Заммель — Эрик Остерланд
- Кэтрин О´Донелли — Мэгги Митчелл
- Джон Линч — Артур Уайлд
- Сандра Андреис — Эбба Ульман
- Ганнем Фолин — Гус
- Альваро Морте — Рамон
- Томохиса Ямасита — Аки Кобаяси
- Оливия Моррис — Рэйчел Руссо
- Мо Данфорд — Алек Куртц
- Юсефин Нельден — Эми
- Ховик Кеучкерян — Чарли
- Таня Ватсон — Эрика Фишер
- Кардо Раццаци — Ким
- Нора Риос — Глория

## Список эпизодов

### 1-й сезон
| 1 серия. Антарктическая исследовательская станция «Полярис VI». Зимовщики готовятся к долгой полярной ночи, а летняя команда улетает домой. Шесть месяцев спустя, Йохан возвращается на базу, обеспокоенный после нескольких недель радиомолчания. Когда он заходит на базу, его худшие кошмары подтверждаются, — он находит там семь трупов, два пропавших без вести… и только одного выжившего. |
| 2 серия. Вокруг базы разражается сильная буря, и поиски Анники приходится прекратить. Под давлением Йохана, Мэгги пытается вспомнить, что произошло после смерти Майлза. В поисках следов и улик возле базы, Мэгги вспоминает, что видела, как Нильс прятал в снегу свою окровавленную пилу. |
| 3 серия. Специальная группа учёных из разных стран отвечает за поддержание работы полярной исследовательской базы во время долгих полярных ночей. Но посреди зимы, станция внезапно перестает общаться с внешним миром. |
| 4 серия. Артур обнаруживает, что тело, которое они нашли похороненным в снегу, не принадлежит никому с базы «Полярис VI». Судя по всему, это член неудавшейся миссии, которая закончилась трагедией. |
| 5 серия. Вернувшись на «Полярис V», команда не нашла радиодеталей, которые они искали. Но Мэгги настояла на том, чтобы доставить тело, обнаруженное в «Полярис V», обратно на «Полярис VI». Она заявила, что это был бы правильный поступок, но на самом деле она хотела провести надлежащее вскрытие.                                                                                            |
| 6 серия. После признания в случившемся на «Полярис V», Анника настаивает на том, чтобы отвезти оставшийся вездеход через метель к канадской базе и попросить там о помощи. Может быть, это и самоубийственная затея, но это правильное решение для успешной миссии, как она считает. |

### 2-й сезон
| 1 серия. Артуру Уайлду, который обвиняется в многократном убийстве и находится под судебным следствием, удаётся сбежать из под стражи. В этом ему помогает одна тайная организация, которая доставляет его на тихоокеанский сухогруз «Александрия», где он продолжает свои исследования. Жестоко убит биолог Ковальски.                                                |
| 2 серия. Учёные сами берутся расследовать чудовищное убийство своего коллеги. Перед тем, как Зак успевает обнародовать результаты ДНК, найденной на месте преступления, он внезапно пропадает. Оливия усиливает поиски учёного. Так, как следы его исчезновения ведут на палубу, предполагается, что он оказался за бортом.                                            |
| 3 серия. Эми вызывает у Уайлда непрекращающиеся сомнения, так как он убеждён в том, что на борту находится «крот», который пытается присвоить его исследования. Оливия подвергается нападению, и в итоге, она борется за свою жизнь. Учёные проводят вторичный анализ ДНК и обнаруживают, что убийцей Ковальски является Чарли.                                        |
| 4 серия. После предъявления Чарли обвинений, он полностью теряет над собой контроль и продолжает убивать членов экипажа судна. Глория подозревает в убийстве Ковальски самого Уайлда и приходит в его каюту. Там она находит недостающую улику. Артур застаёт её в расплох, и якобы из самообороны, застреливает её из пистолета, который ему дал Алек.                |
| 5 серия. Раскрывается личность «крота»: им действительно оказывается Эми, которая ответственна за срыв и саботаж экспериментов. Ещё один ученый найден мёртвым в лаборатории. Тайная организация похищает Мэгги, которая маниакально охотится за Артуром. Чарли манипулирует двигатель судна и выводит его из строя.                                                   |
| 6 серия. Ким и Эрика пытаются починить и перезапустить двигатель, но погибают при этом от удушья углекислым газом. «Александрия» теряет ход, и оставшиеся в живых учёные решают сесть в спасательную шлюпку и направиться на встречу с японским судном, которое ответило на их сигнал «SOS» и движется к ним. В шлюпке, они остаются один на один с настоящим убийцей. |